# Sunaydah
Snideh (tiếng Ả Rập: سنيدة) là một ngôi làng Syria nằm ở phó huyện Salamiyah thuộc huyện Salamiyah, Hama. Theo Cục Thống kê Trung ương Syria (CBS), Snideh có dân số 706 trong cuộc điều tra dân số năm 2004.